# Kałuszyn
Kałuszyn là một thị trấn thuộc huyện Miński, tỉnh Mazowieckie ở trung-đông Ba Lan. Thị trấn có diện tích 12 km². Đến ngày 1 tháng 1 năm 2011, dân số của thị trấn là 2921 người và mật độ 237 người/km².